# Eritrichium zandaxiani
Eritrichium zandaxiani là loài thực vật có hoa trong họ Mồ hôi. Loài này được ined. mô tả khoa học đầu tiên.